# Ewa Gawryluk

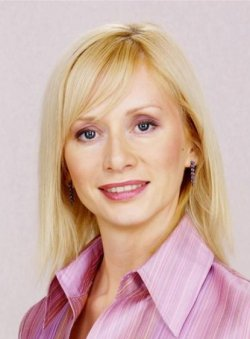
Ewa Gawryluk (2008)

Ewa Gawryluk (* 13. Dezember 1967 in Miastko) ist eine polnische Schauspielerin.

## Leben
Ewa Gawryluk studierte bis 1991 an der Filmhochschule Łódź. Sie debütierte bereits 1992, ein Jahr nach Abschluss ihres Studiums, auf der Bühne in William Shakespeares Drama Richard III. in Warschau. 1989 spielte sie erstmals in einem Spielfilm mit. Sie spielte eine Vielzahl an Rollen in polnischen Spielfilmen und TV-Serien. Ihr flüssiges Deutsch ermöglichte ihr auch, in einigen deutschen Produktionen aufzutreten. Gawryluk ist seit 2000 mit dem Schauspieler Waldemar Błaszczyk verheiratet, hat eine Tochter und wohnt in Warschau.

## Filmografie
- 1989: Wiatraki z Ranley
- 1991: Dziecko szczęścia
- 1991–1993: Kuchnia polska
- 1992: Sprawa kobiet
- 1992: Kawalerskie życie na obczyźnie
- 1992: Wielka wsypa
- 1992: Żegnaj Rockefeller
- 1992: Aby do świtu
- 1993: Goodbye Rockefeller
- 1993: Der Mann aus … (Człowiek z…)
- 1994: Polska śmierć
- 1994: Oczy niebieskie
- 1995: Matki, żony i kochanki
- 1995: Die Verwandlungsmaschine (Maszyna zmian)
- 1996: Maszyna zmian – Nowe przygody
- 1996: Wezwanie
- 1996: Odwiedź mnie we śnie
- 1997: Klan
- 1997: Taekwondo
- 1997: Sztos
- 1997–1998: Z pianką czy bez
- 1997: Księga wielkich życzeń
- 1998–2003: Miodowe lata
- 1999: Lot 001
- 1999: Operacja Koza
- 2000: Chłop i baba
- 2001: Zostać miss
- 2001: Als Großvater Rita Hayworth liebte
- 2002: Król przedmieścia
- 2003: Na Wspólnej
- 2006: Drugi sztos